# HUMAN COMPLEX Part. 2
《HUMAN COMPLEX Part. 2》는 대한민국의 음악인 김사랑의 네 번째 정규앨범 중 두 번째 파트인 EP앨범이다.

## 앨범
2013년 《HUMAN COMPLEX Part. 1》이후 1년만인 2014년 8월에 발매된 앨범이다.
김사랑은 앨범 발매 후 가진 여러 인터뷰에서 앨범 작업 중 아이디어 고갈 등 슬럼프가 있었다고 이야기했다. HUMAN COMPLEX 앨범들에 대해서는 '파트1의 가사내용이 내적인 고민이 많다면 후작은 생각을 표출하는 부분이 많으며, 사운드는 파트2의 경우는 이펙팅, 그러니까 동굴에서 부르는 것처럼 공간감을 많이 주었고, 보컬도 코러스를 많이 넣어서 아련한 느낌, 멀리서 바라보는 느낌을 주려 했다'라고 밝혔다. 수록곡 〈LOVE UP〉에 대해서는 '통일에 대한 노래이기도 하지만, 남녀의 관계로도 풀어내 중의적인 해석을 가능하게 해놨다. 다만 듣는 사람의 해석의 범위를 한정짓고 싶지 않아 곡 내용은 최대한 직접 설명하지 않으려고 하며, 통일에 대한 노래라고 단정 짓지 말고 상황에 따라 해석해 주었으면 한다'라고 말했다.〈You again〉은 그가 밑바닥까지 내려갔을 때 심정을 다뤘으며 그의 노래 중에 힘들고 우울한 분위기의 곡 들 〈취중괴담〉, 〈하루살이〉, 〈Reborn〉에서 쓴 기타가 섞여있다고 전했다. 그리고 전체적인 앨범과 곡에 대해서는 '일부러 메시지를 주려고 하지는 않는다. 듣는 사람들 나름대로 해석을 했으면 좋겠다'라는 의견을 전했다.
2010년 발매된 싱글 〈Goodbye〉는 앨범버전으로 수록되었다.

## 수록곡
전체 작사·작곡: 김사랑
| #  | 제목              | 재생 시간 |
| -- | ----------------- | --------- |
| 1. | 〈LOVE UP〉       | 3:52      |
| 2. | 〈Magical〉       | 3:20      |
| 3. | 〈You Agian〉     | 4:33      |
| 4. | 〈처음〉          | 4:02      |
| 5. | 〈Goodbye〉       | 3:44      |
| 6. | 〈Demon Complex〉 | 1:33      |

## 참여
이 목록은 해당 앨범의 부클릿 〈Credit〉목록에서 발췌하였다.
- 김사랑 - 프로듀서, 보컬, 코러스, 악기, 녹음, 믹싱
- 신태권 - 이그제큐티브 프로듀서
- 전[BigBoom]훈(소닉 코리아) - 마스터링
- 천시우, 송유경 - A&R, 온라인 마케팅
- 안소정(YDCT) - 온라인 마케팅
- YDCT - 오프라인 마케팅
- 황세환, 김민구, 이정민 - 매니지먼트
- 전희정, 손미림 - 스타일리스트
- 이은주 - 헤어, 메이크업
- 김용민(Astply) - 뮤직비디오 디렉터, 아트워크, 앨범 디자인
- 송지훈 - SNS 컨설턴트